# الضخ بالطاقة الشمسية

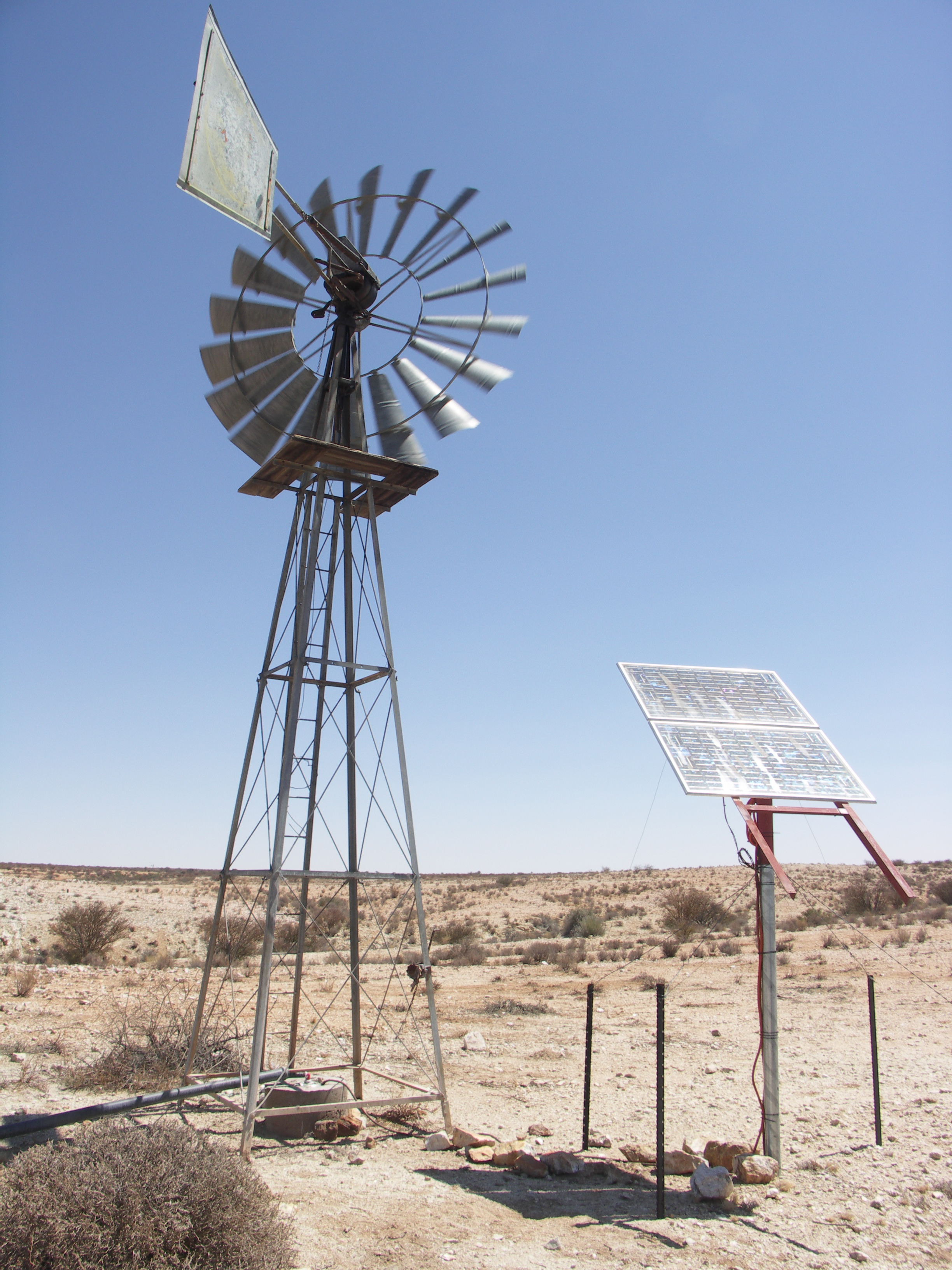
مضخة عاملة بطاقة الرياح استبدلت بمضخة عاملة بطاقة الشمس في بئر تجميع في الحديقة الوطنية للشلالات أغرابيس.

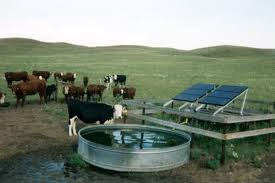
قوة هذه المضخة الشمسية 5 حصان وتصلح للمزارع.

الضخ بالطاقة الشمسية هو ضخ المياه عن طريق مضخات تعمل بالطاقة الشمسية سواء عن طريق الألواح أو الطاقة الشمسية الحرارية وتكون هذه العملية أكثر اقتصادية بسبب قلة تكاليف التشغيل والصيانة وتؤثر بشكل أقل بيئيا من مضخات محركات الاحتراق الداخلي. المضخات الشمسية مفيدة للغاية في المناطق غير الموصولة بالشبكة أو عدم توفر كهرباء كافية من المصادر الأخرى (انقطاعها لفترات طويلة).

## المكونات
يتكون نظام الضخ بالألواح الكهرضوئية من ثلاثة أجزاء:
- الألواح الشمسية
- المتحكم
- المضخة

تقدر كلفة الألواح الشمسية ب80% من كلفة النظام ككل. يعتمد حجم النظام على حجم المضخة وكمية المياه المطلوبة وكمية الإشعاع الشمسي في المنطقة.
لدى المتحكم عملان، يقابل طاقة الخرج التي تستقبلها المضخة مع طاقة الدخل من الألواح الشمسية ويقدم حماية بسيطة من الفولط بإطفاء النظام إذا كان الفولط منخفض أو مرتفع كثيرا بالنسبة لفولط المضخة. هذا يزيد من عمر المضخة ويقلل الصيانة.